# Metamorfní facie

Schéma metamorfních facií
1 facie modrých břidlic
2 eklogitová facie
3 prehnitová a pumpellyitová facie
4 facie zelených břidlic
5 amfibolitová facie
6 granulitová facie
7 zeolitová facie
8 facie albit–epidotických rohovců
9 facie amfibolických rohovců
10 facie pyroxenických rohovců
11 facie sanidinitová

Metamorfní facie je geologický grafický koncept, který umožňuje na základě výskytu určitých typových minerálů tzv. indexových minerálů a hornin odhadovat teplotně-tlakové podmínky, za kterých došlo k metamorfóze bazických hornin a následně jak výchozí chemické složení, tak i stupeň její přeměny. Tento koncept je pro snazší interpretaci převeden do jednoduchého diagramu, který se skládá z několika základních zón stabilních za určitého tlaku a teploty. Tyto zóny zvané facie jsou prostorově omezeny a vyjadřují jednotlivé rozložení základních indexových minerálů a tak i stupeň metamorfózy. Indexový minerál začíná po dosažení určitých teplotně-tlakových podmínek růst na úkor dříve stabilních minerálních asociací.
V současnosti je vymezeno 7 až 8 základních metamorfních facií v závislosti na autorovi diagramu: zeolitová, prehnit-pumpellyitová, modrých břidlic, eklogitová, zelených břidlic, epidotických amfibolitů (někdy se rozděluje jako součást amfibolitové facie), amfibolitová a granulitová. Ve spodní části diagramu se dále nachází málo významné facie, které se někdy ani samostatně nevyčleňují. Pro úplnost jsou zde ale uvedeny od nejnižších teplot po nejvyšší. Je to facie albit–epidotických rohovců, facie amfibolických rohovců, facie pyroxenických rohovců a facie sanidinitová.
Další metodou pro určování stupně metamorfózy je metoda metamorfních izográd, která je založená na určitých metamorfních reakcích probíhajících v poměrně úzkém pásmu tlaků a teplot. Oproti tomu je koncept facií natolik obsáhlý, že umožňuje odhadovat i složení hornin zcela odchylných před metamorfózou. Minerální asociace byly vyčleněny na základě experimentálních a terénních prací.

## Historie
Koncept metamorfních facií poprvé zkonstruoval finský geolog Pentti Eelis Eskola v roce 1921 na základě práce švýcarského geologa Armanze Gresslyho, který se zabýval sedimentární geologií. Gressly současně jako první zavedl pojem facie pro skupinu hornin s podobným minerálním složením. Eskola zpracoval svůj koncept na základě pozorování mezabazitů. V 70. letech 20. století pak byla koncepce upravena novozélandským geologem Francisem Johnem Turnerem.

## Facie

### Zeolitová facie
- Nízkotlaká — nízkoteplotní

Zeolitová facie je facie s nejnižším teplotním stupněm, která probíhá jako první metamorfní reakce většinou při metamorfóze pohřbením. Horniny v této fázi prodělávají jen rekrystalizaci za nízkých teplot. Facie odpovídá teplotám okolo 50 až 150 °C v rozmezí hloubky 1 až 5 km.
Základní minerální asociací pro metabazity je křemen a zeolit, který představuje vodnatý silikát obsahující sodík, vápník a hliník (např. wairakit, heulandit, analcim, laumontit a stilbit). V metapelitických sedimentech je pak typická minerální řada indexových minerálů v podobě muskovitu, chloritu, albitu a křemene. Zeolitová facie je nejčastěji spojena s pelitickými sedimenty, které jsou bohaté na hliník, křemík, sodík a chudé na železo, hořčík a vápník.

### Prehnitová a pumpellyitová facie
- Nízkotlaká — nízkoteplotní

Jedná se o facii, která je typická podobně jako zeolitová facie u metamorfózy pohřbením. Typickými minerály jsou prehnit a pumpellyit, které patří do vodnatých silikátů obohacených o vápník a hliník a v případě pumpellyitu ještě o železo a hořčík. Oproti zeolitové facii potřebují tyto indexové minerály ke svojí stabilitě o něco vyšší tlak a teplotu, ale vyskytují se často i v zeolitové facii. Někdy se uvádí i pod názvem prehnit-pumpellyitová facie.
V metapelitech se vyskytují indexové minerály muskovit, chlorit, albit a křemen.

### Facie zelených břidlic
- Střednětlaká — středněteplotní

Facie zelených břidlic je další facií, ve které panuje větší tlak a teplota než u facie prehnitová a pumpellyitová. Horniny se zde dostávají do středních teplot a tlaků (odpovídající 400 až 500 °C a hloubce okolo 8 až 50 km) a tento přechod je nejčastěji definován reakcemi:
- prehnit + chlorit + křemen = zoisit + aktinolit + voda
- pumpellyit + chlorit + křemen = aktinolit + zoisit + voda

Výsledkem předchozích rovnic je stabilizace minerální asociace, která charakterizuje facii zelných břidlic. Indexovými minerály jsou aktinolit, epidot, albit, chlorit a křemen. Facie dostala svůj název po typické břidličnaté hornině s typickou nazelenalou barvou, která je způsobována obsahem chloritu, aktinolitu a epidotu. Při rostoucí teplotě pokračují další chemické změny ve složení, kdy nastává konzumace chloritu a epidotu za vzniku hliníkem bohatého aktinolitu dle rovnice:
- chlorit + aktinolit + epidot + křemen = Al—aktinolit + voda dle TSH substituce

Pokud dochází k nárůstu tlaku za konstantní teploty, přechází pak facie zelených břidlic do facie modrých břidlic za vzniku alkalických amfibolů s významnou složkou glaukofánu.

### Amfibolitová facie
- Střednětlaká — středněteplotní až vysokoteplotní

Nárůstem teploty a tlaku se minerální asociace dále mění z facie zelených břidlic do nové amfibolitové facie. Během tohoto přechodu dochází k několika chemickým změnám, jako ke změně albitu na oligoklas, narůstá obsah hliníku v amfibolech, což vede k přeměně aktinolitu na obecný amfibol a ve vzácných případech pokud je amfibolit bohatý na železo a hliník, tak se může objevit granát.
Typická minerální asociace u metabazitů je oligoklas, obecný amfibol, epidot, chlorit a křemen. S nárůstem teploty ale dochází k tomu, že u teploty okolo 550 °C zaniká poslední chlorit a za teploty 600 °C mizí i epidot a na jejich úkor vzniká granát. Za vysokých teplot nakonec dochází ke krystalizaci klinopyroxenu. Díky této reakci tak z horniny mizí poslední zbytky epidotu a na dochází i k celkovému poklesu amfibolu na úkor vznikajícího granátu či klinopyroxenu.

### Granulitová facie
- Střednětlaká — vysokoteplotní

Granulitová facie vzniká za zvyšování tlaku a teploty z amfibolitové facie, kdy za nižšího tlaku dochází ke krystalizaci ortopyroxenu v převládající skupině minerálů plagioklas, klinopyroxen a ortopyroxen. Pokud roste tlak, pak převládající minerální asociací se stává granát, plagioklas a klinopyroxen. Tyto indexové řady se objevují i tehdy, pokud dochází k přechodu z eklogitové facie zpět do granulitové vlivem poklesu tlaku. Pro vysoký tlak dochází k nárůstu plagioklasu na úkor klinopyroxenu a v s dalším poklesem tlaku pak k rozpadu granátů na ortopyroxen.

### Facie modrých břidlic
- Střednětlaká až vysokotlaká — nízkoteplotní

Modré břidlice jsou horniny, které vznikají přechodem z facie zelených břidlic a pojmenovány jsou po své namodralé barvě. V jejich minerálním složení se hojně vyskytuje alkalický amfibol s vysokým obsahem glaukofánu. Pokud se minerální asociace nachází v nižších tlacích, jsou typické minerály glaukofán, lawsonit a chlorit. Při nárůstu tlaku a teplot je to pak minerální řada indexových minerálů ve složení glaukofán, zoisit/epidot, granát, paragonit, chlorit, rutil a další.
Výskyt modrých břidlic je nejčastěji spojován se subdukčním rozhraním litosférických desek, kdy jsou některé desky rychle ponořovány do velikých hloubek, což má za následek rychlý nárůst tlaku a relativně nižší teploty. Postupný růst teploty ale vede postupně k mineralogickým změnám, které mají zásadní vliv pro složení horniny. Během první reakce dochází ke stabilizaci granátu v železem bohatých sedimentech a během druhé ke stabilizaci klinopyroxenu v metabazitech, které jsou chudé na hliník. Pokud teplota dále narůstá, množství těchto minerálů stále roste, což má za následek, že vzniká neostrá hranice mezi facií modrých břidlic a eklogitovou facií. Nastává částečné překrývání indexových minerálů obou těchto facií.

### Eklogitová facie
- Vysokotlaká — vysokoteplotní

Je tvořena převážně z mafických metamorfovaných hornin, které jsou stabilní za vysokých tlaků a teplot. Jejich složení obsahuje význačné množství alkalického pyroxenu v podobě omfacitu a granátu, které jsou i základními indexovými minerály. Vyjma těchto minerálu jsou zde ale stabilní i další minerály jako zoisit, fengit, paragonit, glaukofán, křemen, kyanit, mastek, rutil a karbonáty v závislosti na teplotě.
Minerální asociace jsou tvořeny jen malým počtem fází, což má za následek, že zde probíhá jen málo kontinuálních reakcí. Absence většího množství reakcí má za následek, že je často velmi obtížné určit přesné tlaky, které vedly ke vzniku asociace.

### Facie albit–epidotických rohovců
- Nízkotlaká — nízkoteplotní až středněteplotní

Tato facie je spojena s velmi nízkými teplotami a tlaky, během kterých dochází ke stabilizaci albitu a epidotu, jež ale nacházejí své pole stability i v dalších faciích. Jsou charakteristické pro kontaktní metamorfózu. V některých diagramech se název zkracuje na A.E.R.

### Facie amfibolických rohovců
- Nízkotlaká — středněteplotní

Facie amfibolických rohovců vzniká za podobného tlaku jako facie albit–epidotických rohovců, ale dochází u ní k pozvolnému nárůstu teploty, která má za následek, že se zde objevují další minerály.

### Facie pyroxenických rohovců
- Nízkotlaká — středně až vysokoteplotní

Podobně jako předchozí dvě facie je i tato facie nízkotlaká s dalším narůstáním teploty, které je charakteristické pro kontaktní metamorfózu. Podobně jako v granulitové facii i zde je charakteristickým minerálem ortopyroxen.

### Facie sanidinitová
- Nízkotlaká — vysokoteplotní

Jedná se o facii, ve které panují velmi nízké tlaky, ale extrémně vysoké teploty, což vede k tomu, že horniny podléhají parciálnímu tavení.